# وکیل محله
وکیل محله یک مجموعه تلویزیونی محصول سال ۱۳۷۹ به کارگردانی اسماعیل میهن‌دوست،  می‌باشد که از شبکه یک پخش شد.

## بازیگران
- گیتی معینی
- آرش نوذری
- افشین کتانچی
- اکبر قدمی
- بابک شکارچی
- بهنوش بختیاری
- پوریا باقرپور
- حسن مهمانی
- حسن نیک‌اخلاق
- حمید مهرآرا
- ستاره اسکندری
- شعبان رنگی‌وند
- شیوا معبود
- صفیه حلی
- علی طالب‌لو
- علیرضا آلادین
- فاطمه موسوی
- قاسم پورستار
- مجید رحمانی
- محمدحسین غمخوار
- محمدرضا هدایتی
- ناصر گیتی‌جاه
- نسرین خسروانی